# Giorgi Kinkladze
Giorgi Kinkladze - em georgiano, გიორგი ქინქლაძე (Tbilisi, 6 de julho de 1973) é um ex-futebolista profissional georgiano que jogava como meio-campista.
Após passar pelas categorias de base do Dínamo de Tbilisi, Kinkladze iniciou sua carreira profissional no Mretebi, time de menor expressão em seu país natal, em 1989 (a Geórgia declararia sua independência em 1991), jogando oitenta partidas e marcando 18 gols entre 1989 e 1991. O desempenho chamou a atenção do Dínamo, que recontratou o meia neste último ano. Pelo principal time da Geórgia, foram 65 jogos e 41 gols marcados. Em 1993, teve uma rápida passagem por empréstimo no Saarbrücken (onze jogos, nenhum gol), e no ano seguinte fez apenas três partidas pelo Boca Juniors, sendo o primeiro georgiano a atuar em um clube sul-americano.
Retornou ao Dínamo em 1995, já no final de seu contrato. No mesmo ano, assinou com o Manchester City, então um clube de porte mediano na Inglaterra, onde jogaria até 1998 (119 partidas e 22 gols), quando foi contratado pelo Ajax por cinco milhões de libras, para preencher a vaga deixada pelo finlandês Jari Litmanen, recém-contratado pelo Barcelona. Porém, Kinkladze teve uma passagem pouco satisfatória pelo time holandês, tendo atuado em apenas doze jogos. Emprestado ao Derby County em 1999, também pouco fez no clube inglês: marcou um gol em treze partidas. Mesmo assim, os Rams tinham visto o suficiente para contratar Kinkladze em definitivo, em 2000. Em três anos, foram oitenta jogos e seis gols marcados.
Nos seus dois últimos anos de carreira, Kinkladze jogaria ainda pelo clube cipriota Anorthosis Famagusta (22 jogos, dois gols) e pelo Rubin Kazan (treze partidas, dois gols). Prejudicado por uma lesão que o afastaria do restante da temporada 2006 no futebol russo, o meia não teve o contrato renovado pelo Rubin. Ele pensou em retornar ao Anorthosis em janeiro de 2007, mas as negociações não progrediram. Em agosto do mesmo ano, o também meio-campista Malkhaz Asatiani, ex-companheiro de Kinkladze na Seleção Georgiana (por qual o veterano atuara entre 1992 e 2005), confirmou que este havia encerrado oficialmente a carreira de jogador, aos 34 anos, tendo inclusive se mudado para Moscou. Após um período trabalhando como empresário de jogadores, Kinkladze acertou seu regresso ao Anorthosis em 2011, agora como diretor-esportivo.